# Линия Токайдо
Главная линия Токайдо (яп. 東海道本線 Токайдо-хонсэн), или Линия Токайдо — наиболее загруженная линия Японских железных дорог (JR), соединяющая станции Токио и Кобэ. Длина линии — 589,5 километров, не считая многочисленные грузовые линии вокруг основных городов. Токайдо-синкансэн идёт параллельно линии.
Название «Главная линия Токайдо» в основном осталось от до-синкансэновских дней. Сейчас различные части линии имеют разные названия, которые официально используются JR. Сегодня нет никаких пассажирских поездов, которые действуют по всей длине линии (кроме определённых ночных поездов), длинные междугородные поездки требуют нескольких пересадок.
Главная линия Токайдо управляется тремя компаниями:
- East Japan Railway Company (Токио-Атами)
- Central Japan Railway Company (Атами-Майбара)
- West Japan Railway Company (Майбара-Кобэ)

В данный момент на линии используется подвижной состав серии Е233 и их серии (Е233-2000,3000 и т. д.)